# Суйда (река)
Су́йда (фин. Suijanjoki) — малая река в Гатчинском районе Ленинградской области, левый приток Оредежа. Длина — 63 км при средних ширине русла 5-8 метров и глубине 1—1,5 метра.
Река берёт начало из верхового болота в 3 км на северо-запад от деревни Тихковицы. Её бассейн представляет собой слабоволнистую моренную равнину с отдельными грядами холмов; покрыт кустарником и лесом, местами заболоченным, вблизи селений местность занята лугами и пашнями. Река очень извилиста, меандрирует в слаборассечённой долине шириной 50-100 (и до 400—450 метров), которая местами заболочена и изрезана старицами. В районе деревни Мельница, между деревнями Мыза и Красницы и других у реки крутые берега высотой до 10-15 метров; в районе деревень Погост и Ковшово тянутся перекаты; в деревне Мельница река перекрыта плотиной бывшей мельницы и образует разлив. На протяжении последних 16 км берега покрыты лесом, где возможны завалы; впадает в Оредеж на 112 км от его устья.
Основное направление течения реки − с запада на восток. Основные притоки: речка Кобринка и ручей Заборский.
На карте Санкт-Петербургской губернии Я. Ф. Шмидта 1770 года обозначена, как Сюйда, а в верховьях, как Тиховица.

## Данные водного реестра
По данным государственного водного реестра России относится к Балтийскому бассейновому округу, водохозяйственный участок реки — Луга. Относится к речному бассейну реки Нарва (российская часть бассейна).
Код объекта в государственном водном реестре — 01030000512102000025880.